# Căderea regimului fascist din Italia
Căderea regimului fascist în Italia, cunoscută în Italia și sub numele de 25 Luglio (în italiană Venticinque Luglio, pronunțat [ˌventiˈtʃiŋkwe ˈluʎʎo]; „25 Iulie”), a avut loc ca urmare a unor planuri paralele conduse de contele Dino Grandi și de regele Victor Emanuel al III-lea în primăvara și vara anului 1943, culminând cu succesul votului de neîncredere împotriva prim-ministrului Benito Mussolini în cadrul reuniunii Marelui Consiliu al Fascismului din 24–25 iulie 1943. Ca urmare, a fost instituit un nou guvern condus de Pietro Badoglio, punând capăt celor 21 de ani de guvernare fascistă în Regatul Italiei, iar Mussolini a fost plasat în arest.

## Contextul istoric
La începutul anului 1943, Italia se confrunta cu o înfrângere. Cea de-a colapsul frontului african din 4 noiembrie 1942 și debarcarea aliată în Africa de Nord din 8-12 noiembrie expuneau Italia pericolului unei invazii a forțelor aliate. Înfrângerea forțelor expediționare italiene (ARMIR) în Uniunea Sovietică, bombardamentele intense asupra orașelor și lipsa alimentelor și a combustibilului au demoralizat populația, a cărei majoritate dorea să pună capăt războiului și să denunțe alianța cu Germania. Italia avea nevoie de ajutorul german pentru a menține controlul asupra Tunisiei, ultimul bastion al Puterilor Axei în Africa. Conducătorul Italiei, Benito Mussolini, era convins că războiul putea fi decis în teatrul mediteranean de luptă. La 29 aprilie 1943, la întâlnirea de la Klessheim⁠(d), Hitler a respins propunerea lui Mussolini de a căuta o pace separată cu Uniunea Sovietică și de a muta cea mai mare parte a armatei germane spre sud. Solicitarea de întăriri pentru apărarea capului de pod din Tunisia a fost refuzată de Wehrmacht, care nu mai avea încredere în capacitatea italienilor să continue rezistența. Sănătatea lui Mussolini a fost un alt factor principal de incertitudine. Era deprimat și bolnav după ce a fost diagnosticat cu gastrită și duodenită de origine nervoasă. Din cauza bolii sale, Il Ducele a fost adesea obligat să stea acasă, ceea ce a privat Italia de o conducere eficientă.
În această situație, mai multe grupuri care au făcut parte din patru cercuri diferite (Curtea Regală, partidele antifasciste, fasciștii și Statul Major General) au început să caute o cale de ieșire. Aristocrați, precum prințesa moștenitoare Marie-José, membri ai clasei superioare și politicieni aparținând elitei pre-fasciste au inițiat în mod independent comploturi pentru a stabili contacte cu Aliații. Conform hotărârilor declarației de la Casablanca, Aliații ar fi acceptat doar o capitulare necondiționată. În ciuda implicării prințesei moștenitoare, anglo-americanii așteptau o mișcare din partea unor personalități de rang mai înalt, cum ar fi regele, și au ignorat contactul cu aceste grupuri.
Partidele antifasciste, slăbite de 20 de ani de dictatură, se aflau încă puternic dezorganizate. Toți decidenții politici, cu excepția comuniștilor și a republicanilor din Partito d'Azione, așteptau un semnal din partea regelui Victor Emanuel al III-lea, a cărui inacțiune era motivată de caracterul său, de temerile și scrupulele sale constituționale, precum și de faptul că monarhia era probabil condamnată, indiferent de cum ar fi decurs războiul. Regele simțea un dispreț considerabil față de politicienii pre-fasciști, pe care îi numea în mod ironic „strigoi”. De asemenea, nu credea ceea ce spuneau unii dintre politicieni care susțineau că anglo-americanii nu vor căuta să se răzbune pe Italia.
Victor Emmanuel al III-lea și-a păstrat totuși încrederea în Mussolini și a sperat că acesta ar putea salva situația. Regele s-a izolat de oricine a încercat să-i afle intențiile. Generalul Vittorio Ambrosio⁠(d), care era devotat regelui și ostil germanilor, a devenit noul Șef al Statului Major General. Ambrosio era convins că războiul era pierdut pentru Italia, dar nu a luat niciodată inițiativa personală de schimbare a situației fără a se consulta mai întâi cu regele. Ambrosio, cu ajutorul lui Giuseppe Castellano⁠(d) și Giacomo Carboni⁠(d) (ambii aveau să joace un rol important în evenimentele care au dus la armistițiu din 8 septembrie 1943), a procedat treptat la ocuparea mai multor poziții cheie în cadrul forțelor armate cu oficiali devotați regelui. De asemenea, a încercat să aducă din străinătate cât mai multe forțe din Italia, dar era dificil să facă acest lucru fără să trezească suspiciuni în Germania.
La 6 februarie 1943, Mussolini a efectuat cea mai amplă remaniere guvernamentală din cei 21 de ani de putere fascistă. Aproape toți miniștrii au fost schimbați, inclusiv propriul ginere, Galeazzo Ciano, și Dino Grandi, Giuseppe Bottai⁠(d), Guido Buffarini Guidi și Alessandro Pavolini⁠(d). Situația a fost compromisă, iar scopul principal al operațiunii de liniștire a opiniei publice cu privire la Partidul Fascist a eșuat. Printre noile numiri, noul subsecretar al Afacerilor Externe (Il Ducele a preluat el însuși acest departament) Giuseppe Bastianini⁠(d), era conștient de gravitatea situației. Strategia lui Bastianini a fost dublă. Pe de-o parte, la fel precum Mussolini, a încercat să pledeze în favoarea unei păci între Germania și URSS. Pe de altă parte, el a încercat să creeze un bloc de țări balcanice (partenerii de rang inferior ai Axei, Ungaria, România și Bulgaria), condus de Italia, care ar putea acționa pentru a contrabalansarea puterii excesive a Reich-ului german în Europa. La 14 aprilie, Ducele l-a înlocuit pe șeful poliției, Carmine Senise⁠(d) (un om al regelui), cu Lorenzo Chierici⁠(d). Cinci zile mai târziu, el l-a înlocuit pe tânărul și neexperimentatul secretar al partidului, Aldo Vidussoni⁠(d), cu Carlo Scorza⁠(d). Mussolini a vrut să dinamizeze partidul prin numirea lui Scorza.

### Pierderea Tunisului
Pierdere Tunisului de pe 13 mai 1943 a schimbat radical situația strategică. Era important pentru Germania să controleze Italia, care se transformase într-un bastion extern al Reich-ului, deoarece peninsula era amenințată de invazia aliată. Germanii au dezvoltat planuri pentru operațiunile Alarich și Konstantin, dedicate ocupării Italiei și, respectiv, zonelor balcanice ocupate de armata italiană, pentru preluarea controlului asupra Italiei și dezarmarea forțele italiene după un posibil armistițiu cu Aliații. Pentru a se pregăti, germanii au vrut să-și mărească forțele terestre din Italia. Ambrosio și Mussolini au refuzat și au cerut doar mai multe avioane, deoarece doreau să păstreze independența Italiei. La 11 iunie 1943, Aliații au capturat insula Pantelleria, prima regiune a Italiei care a fost pierdută. Pantelleria fusese puternic fortificată la ordinul lui Mussolini, dar a căzut în mâinile Aliaților fără prea multă rezistență după un bombardament intens de o săptămână. Părea acum evident că următoarea mișcare a aliaților urma să fie debarcările din Sicilia, Sardinia și Corsica sau Grecia. La mijlocul lunii mai, regele a început să ia în calcul ieșirea din război, după ce a fost convins de ducele Pietro d'Acquarone⁠(d), ministrul Casei Regale, care era îngrijorat de viitorul monarhiei. Opinia publică italiană începea să se întoarcă împotriva monarhiei dată fiind pasivitatea regelui. La sfârșitul lunii mai, doi politicieni de rang înalt din epoca pre-fascistă, Ivanoe Bonomi și Marcello Soleri⁠(d), au fost primiți de d'Acquarone și de aghiotantul regelui, generalul Puntoni⁠(d). Pe 2 și 8 iunie, au fost primiți în audiență de rege, unde au făcut presiuni pentru arestarea lui Mussolini și numirea unui guvern militar, dar au rămas frustrați de lipsa de voință a monarhului. Pe 30 iunie, Bonomi l-a întâlnit pe prințul moștenitor Umberto și a propus trei generali (Ambrosio, Mareșalul Pietro Badoglio și Enrico Caviglia⁠(d)) ca potențiali succesori ai lui Mussolini. Pe 4 iulie, Badoglio a fost primit de Umberto, ceea ce a demonstrat că regele nu se mai opunea schimbării guvernului. A doua zi, Ambrosio a propus ca regele să-l numească pe Badoglio sau pe Caviglia ca premieri în locul lui Mussolini la conducerea unui nou guvern. Caviglia, un francmason de rang înalt, a fost considerat prea bătrân pentru o sarcină atât de dificilă, în ciuda poziției sale antifasciste. Badoglio, care a demisionat din funcția de șef al Statului Major General după eșecul din Grecia din 1941, devenise un dușman înverșunat al lui Mussolini și dorea răzbunare. Era un prieten personal al ducelui d'Acquarone, care îi fusese aghiotant și ambii – ca și Caviglia – erau francmasoni. O colaborare între cei doi mareșali era de neconceput pentru că Caviglia îl ura pe Badoglio. 

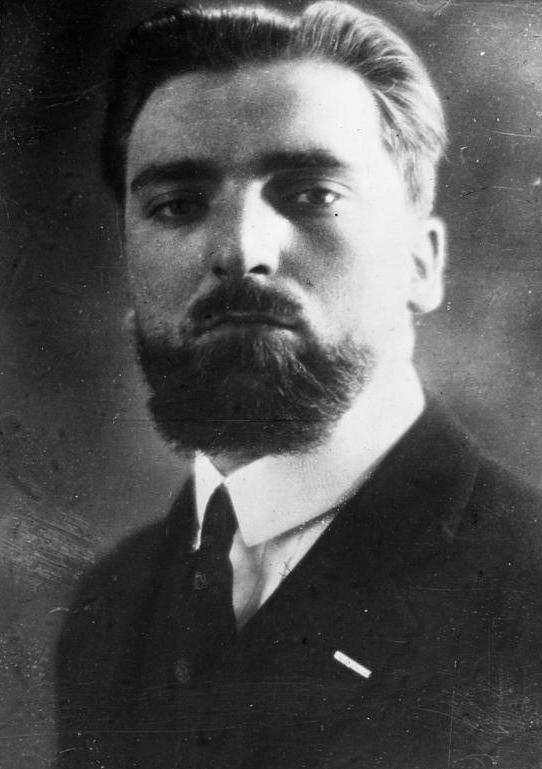
Dino Grandi, conte de Mordano, a fost omul care a organizat schimbarea lui Mussolini din funcția de premier

Pe 4 iunie, regele l-a primit pe Dino Grandi, care era încă președinte al ăăCamera Fasciilor și Corporațiilorîî, deși fusese eliminat din cabinet. Grandi era unul dintre Gerarchi⁠(d), liderii de vârf ai Partidului Fascist. În ciuda faptului că a fost un coleg apropiat al lui Mussolini timp de peste 20 de ani, era mai degrabă un conservator de dreapta decât un fascist. El vedea fascismul ca pe un fenomen efemer limitat la durata de viață a lui Mussolini. Grandi a fost adesea considerat cel mai probabil succesor al Ducelui, datorită experienței sale diplomatice ca fost ministru de externe și ambasador în Marea Britanie și a poziției sale de inamic convins al Germaniei, cu un cerc larg de prieteni în cadrul lumii politice britanice. În ciuda devotamentului său față de Mussolini, Grandi credea că cel mai eficient mod de a-l servi era să contracareze ocazional ordinele sale și să îi acorde mai apoi acestuia meritul pentru orice succes. La 25 martie 1943, Victor Emanuel i-a acordat cea mai înaltă distincție regală, Ordinul Suprem al Preasfintei Buna Vestir (Collare dell'Annunziata), care îi asigura acces nerestricționat la Casa Regală. În timpul ultimei sale întâlniri cu regele înainte de 25 iulie, Grandi a descris planul său îndrăzneț de a-l elimina pe Mussolini și de a-i ataca pe germani. Grandi l-a comparat pe Victor Emmanuel cu ducele de Savoia din secolul al XVIII-lea, Victor Amadeus al II-lea, care a schimbat tabăra franceză cu ce imperială, salvând astfel dinastia. Regele nu avea nevoie decât de un alt Pietro Micca⁠(d) (soldatul savoiard devenit erou național pentru sacrificiul său în apărarea orașului Torino din 1706 împotriva francezilor), iar Grandi s-a propus pentru acest rol. Victor Emmanuel a replicat că era un monarh constituțional, așa că nu putea acționa decât după un vot al parlamentului sau al Marelui Consiliu al Fascismului. Regele se opunea inițierii unei mișcări pripite, care ar putea fi putut fi considerată trădare. Regele i-a cerut lui Grandi să ușureze acțiunea sa prin intermediul activării parlamentului și a Marelui Consiliu al Fascismului. Grandi s-a întors în orașul său natal, Bologna, ca să aștepte noi evoluții, știind că regele era în sfârșit conștient de situație, dar anticipând în același timp și posibila lui lipsă de acțiune.
Pe 19 iunie 1943, a avut loc ultima ședință de guvern a epocii fasciste. Ministrul Comunicațiilor, senatorul Vittorio Cini⁠(d), un puternic industriaș italian, l-a chestionat pe Mussolini cu privire la găsirea unui moment și a unei modalități de ieșire din război. Cini a demisionat după această întâlnire, ceea ce a marcat o scădere a inluenței lui Mussolini chiar și în rândul propriului său anturaj. Oamenii care îi erau devotați, inclusiv agenții OVRA (Opera Vigilanza Repressione Antifascismo)⁠(d) și germanii, i-au spus în mod constant că erau în desfășurare mai multe comploturi. Ducele nu a reacționat niciodată, spunându-le fiecăruia că citeau prea multe romane polițiste sau că erau afectați de mania persecuției.
Pe 24 iunie, Mussolini a ținut ultimul său discurs important în calitate de prim-ministru, cunoscut sub numele de discursul „liniei țărmului (bagnasciuga)”. Ducele a promis că singura parte a Italiei pe care anglo-americanii vor putea să o ocupe va fi linia de coastă. S-a exprimat greșit în efortul său de a spune că la țărm vor rămâne doar niște cadavre și a folosit un vocabular incorect. Pentru mulți italieni, discursul său confuz și incoerent a fost dovada finală că ceva nu era în regulă cu Mussolini.

### Debarcarea din Sicilia
În noaptea de 10 iulie, Aliații au debarcat în Sicilia. În ciuda faptului că se așteptau la invazie, forțele italiene au fost copleșite după o scurtă rezistență inițială și, la fel ca la Augusta (cea mai fortificată fortăreață a insulei), defensiva s-a prăbușit aproape fără luptă. În câteva zile, a devenit evident că Sicilia va fi pierdută. La 16 iulie, Bastianini a mers la Palazzo Venezia⁠(d) (sediul Ducelui) pentru a-i arăta lui Mussolini o telegramă care urma să fie trimisă lui Hitler, în care le reproșa germanilor că nu au trimis întăriri. După aprobarea Ducelui, subsecretarul de stat a cerut autorizația să stabilească contacte cu Aliații. Mussolini a fost de acord, cu condiția să nu fie implicat direct. Emisarul secret a fost bancherul Vaticanului, Giovanni Fummi, care trebuia să ajungă la Londra prin Madrid sau Lisabona. În aceeași seară, Bastianini s-a întâlnit cu cardinalul Maglione⁠(d), Secretarul de Stat al Vaticanului, căruia i-a înmânat un document în care era explicată poziția italiană cu privire la o posibilă ieșire unilaterală din război

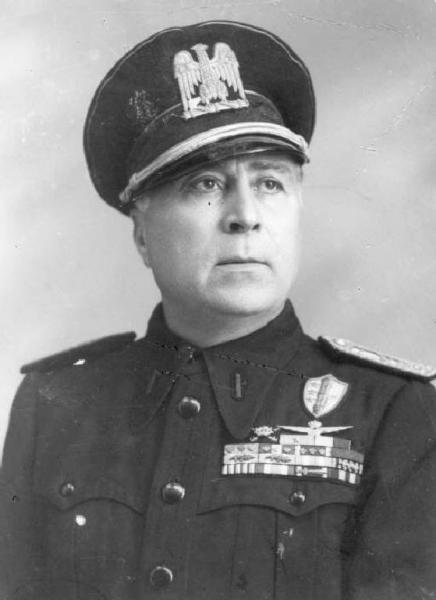
, din Cremona, un fascist dur, aliat de nădejde al germanilor și adversar al lui Grandi

După căderea Tunisului și Pantelleriei, majoritatea italienilor a apreciat că războiul a fost pierdut. Debarcarea în Sicilia a accelerat criza, iar lipsa de rezistență i-a șocat pe fasciști, care s-au întrebat de ce Ducele nu reacționa. Cei care se bazau pe rege sau pe Mussolini se aflau într-un impas și era timpul ca Italia să găsească o instituție potrivită pentru a acționa politic.
Dintre cele patru instituții de stat existente, Partidul Fascist, Camera Fasciilor și Corporațiilor, Senatul și Marele Consiliu al Fascismului, doar ultimele două erau potrivite pentru acțiune: Senatul, deoarece mai existau încă destui membri antifasciști sau pre-fasciști, iar Marele Consiliu, deoarece mai mulți membri erau împotriva Ducelui. O moțiune depusă de 61 de senatori la 22 iulie prin care se cerea convocarea Senatului a fost blocată de Mussolini, și doar Mussolini avea puterea să convoace Marele Consiliu și să stabilească ordinea de zi a acestuia. Singurul gerarca (membrua al ierarhiei fasciste)⁠(d) (cu excepția lui Roberto Farinacci⁠(d), care a avut de la început o părere diferită) cu un plan clar de ieșire din impas a fost Dino Grandi. Ideea sa era să-l destituie pe Mussolini, să-l lase pe rege să facă un guvern fără fasciști și, în același timp, să atace armata germană din Italia. Acest lucru ar putea oferi o șansă ca urmările pentru Italia să fie atenuate, ținând seama de poziția aliaților din Conferința de la Casablanca declarația de la Casablanca. Noul secretar al partidului, Carlo Scorza⁠(d), a elaborat la rândul lui un plan. La fel ca Farinacci, acesta credea că singura soluție era „îmbălsămarea” politică a lui Mussolini și declanșarea unui război total. Farinacci a acționat în strânsă colaborare cu germanii, dar Scorza a considerat că puterea ar trebui să fie asumată direct de partid, care fusese în mare parte decredibilizat în anii anteriori. Pe 13 și 16 iulie, mai mulți fasciști conduși de Farinacci s-au întâlnit în sediul principal al partidului din Piazza Colonna⁠(d) și au decis să meargă la Mussolini în Palazzo Venezia pentru ca să ceară convocarea Marelui Consiliu. La finalul reuniunii, Mussolini a consimțit să convoace adunarea supremă a fascismului.
Grupul a fost dezbinat: Farinacci și Scorza erau pentru o soluție totalitară împreună cu Germania, ceilalți erau pentru redarea regelui a puterilor de urgență pe timp de război. Farinacci era izolat și niciunul dintre gerarchi moderați nu avea suficientă influență politică ca să preia conducerea într-o astfel de situație. La 15 iulie, regele s-a întâlnit cu Badoglio – care declarase prietenilor că va organiza un puci cu sau fără rege – și l-a informat că va fi noul șef al guvernului. Victor Emmanuel a spus că era împotriva unui guvern politic, iar Badoglio nu trebuia să caute un armistițiu într-o prima fază.

### Întâlnirea din Feltre
Căderea Siciliei a avut loc în câteva zile, iar forțele armate păreau incapabile să reziste unei invazii a Italiei continentale fără un ajutor masiv din partea Germaniei. Mussolini i-a scris lui Hitler pentru a solicita o întâlnire pentru a discuta situația din Italia, dar scrisoarea nu a fost trimisă niciodată, deoarece Führerul – care primea rapoarte zilnice despre Italia de la ambasadorul său la Vatican și agent al lui Himmler, Eugen Dollmann⁠(d), și era îngrijorat de apatia Ducelui și de catastrofa militară italiană în curs de desfășurare – i-a cerut liderului italian să se întâlnească cât mai curând posibil.

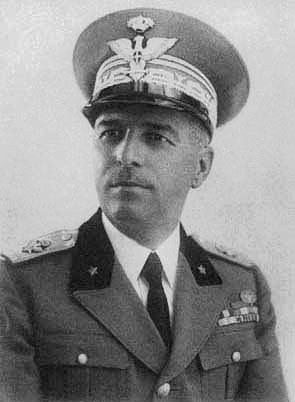
Înainte de întâlnirea de la Feltre, șeful Statului Major al Forțelor Armate,, i-a dat lui Mussolini două săptămâni ca să scoată Italia din alianța cu Germania

Întrevederea a avut loc la 19 iulie în vila senatorului Achille Gaggia din Feltre. Mussolini, Bastianini și Ambrosio s-au întâlnit cu Hitler și cu generalii din OKW ca să discute situația și posibilele contramăsuri. Delegația germană a inclus mai mulți generali, dar nici Göring și nici Ribbentrop nu au fost prezenți, deoarece germanii se concentrau asupra aspectelor militare ale situației. Ambrosio s-a pregătit cu grijă pentru întâlnire, spunându-i lui Mussolini că datoria sa era să iasă din război în următoarele 15 zile. Germanii își pierduseră încrederea în italieni și erau interesați doar să ocupe nordul și centrul Italiei, lăsând armata italiană singură să apere țara de Aliați. De asemenea, au propus ca comanda supremă a Axei în peninsulă să fie preluată de un general german, cum ar fi Erwin Rommel. Hitler a început întâlnirea învinuindu-i pe italieni pentru slaba lor prestație militară și cerând măsuri draconice. Întâlnirea a fost întreruptă de un consilier italian care i-a spus lui Mussolini că Aliații începuseră să bombardeze intens Roma pentru prima dată în război. Ambrosio și Bastianini l-au presat pe Duce să îi spună lui Hitler că o soluție politică la război era necesară pentru Italia, dar Mussolini a declarat că a fost chinuit luni de zile de dilema de a părăsi alianța sau de a continua războiul. Mussolini s-a străduit să depășească sentimentul de inferioritate pe care îl simțea în prezența lui Hitler și să vorbească sincer cu colegul său german>. În cele din urmă, Ducele a întrerupt întâlnirea, care era programată să dureze 3 zile, spre nemulțumirea lui Hitler. Delegațiile s-au întors la Belluno cu trenul și, după ce l-a salutat pe Hitler după-amiaza, Mussolini s-a întors la Roma cu avionul său personal, de unde a putut vedea cartierele estice ale orașului încă în flăcări.
Grandi a decis să acționeze ca urmare a inactivității generale. În aceeași seară de 19 iulie, a plecat din Bologna cu o primă schiță a Ordinului său de zi (Ordine del Giorno, OdG) care urma să fie prezentată Marelui Consiliu. A reușit să ajungă la Roma abia o zi mai târziu, iar în dimineața zilei de 21 s-a întâlnit cu Scorza, care i-a spus că Mussolini a decis să convoace Marele Consiliu. Era, în sfârșit, „gioco grosso”, marele joc, pe care Grandi îl aștepta de mult timp.

## Două comploturi paralele
După eșecul reuniunii de la Feltre și primul bombardament asupra Romei, criza s-a accelerat. A doua zi după Feltre, pe 20 iulie, Mussolini s-a întâlnit de două ori cu Ambrosio. În timpul celei de-a doua întâlniri, Ducele i-a spus că a decis să-i scrie lui Hitler, mărturisindu-i necesitatea ca Italia să renunțe la alianță. Ambrosio era încă supărat din cauza oportunității ratate de a face acest lucru la Feltre și i-a oferit demisia sa Ducelui, care acesta din urmă a respins-o. Mussolini era acum inutil pentru Ambrosio. Prin urmare, Ambrosio a decis să pună în mișcare puciul.
În același timp, Grandi și Luigi Federzoni⁠(d), aliatul său apropiat și liderul naționalist italian, încercau să estimeze câți dintre cei 27 de membri ai Marelui Consiliu vor vota în favoarea documentului său. Au ajuns la concluzia că, dintre cei 27 de membri, 4 erau pentru, 7 împotrivă și 16 indeciși. Grandi nu le-a putut dezvălui colegilor săi consecințele reale ale aprobării OdG-ului său: demiterea lui Mussolini, sfârșitul Partidului Fascist și declanșarea războiul împotriva Germaniei. Doar câțiva gerarchi aveau inteligența politică necesară pentru a o înțelege. Restul încă mai sperau că Ducele, care luase deciziile în locul lor în ultimii 21 de ani, ar putea produce din nou un miracol. În consecință, Grandi a decis să-și scrie OdG-ul într-o formă vagă și să-l lase deschis la interpretări.
Ordinea de Zi a fost împărțit în trei părți. Acesta începea cu un lung apel retoric la națiune și la forțele armate, lăudându-le pentru rezistența lor în fața invadatorilor. În a doua parte, documentul cerea restaurarea instituțiilor și legilor prefasciste. În finalul documentului era un apel către rege. Acesta trebuia să își asume puterea supremă civilă și militară, în conformitate cu articolul 5 din constituția regatului⁠(d). Grandi credea că aprobarea OdG ar fi fost semnalul pe care regele îl aștepta. La 21 iulie, Mussolini i-a ordonat lui Scorza să convoace Marele Consiliu, iar o zi mai târziu a trimis invitația. În aceeași zi, Grandi s-a dus la Scorza și i-a explicat OdG-ul său, iar acesta din urmă fost de acord să-l susțină. Scorza i-a cerut lui Grandi o copie a documentului său, iar acesta s-a întâlnit cu Mussolini și i-a arătat OdG-ul a doua zi. Ducele l-a calificat drept un document „inadmisibil și laș”. Ulterior, Scorza a pregătit în secret un alt OdG, asemănător cu cel al lui Grandi, dar care cerea concentrarea puterii în mâinile Partidului Fascist.
Pe 22 iulie, regele s-a întâlnit cu Mussolini, care dorea să raporteze rezultatul întâlnirii de la Feltre. Potrivit lui Badoglio, Mussolini i-a promis regelui că va scoate Italia din război până la 15 septembrie. Întârzierea de două luni poate fi explicată prin faptul că Bastianini începuse contactele cu Aliații, care aveau nevoie de timp pentru negocieri, iar Mussolini avea nevoie de timp pentru a se justifica pe sine și Italia în fața lumii pentru trădarea sa. Potrivit lui Badoglio, regele a fost de acord cu Mussolini, motiv pentru care Ducele nu era îngrijorat de rezultatul reuniunii Marelui Consiliu. O lovitură de stat era destinată să fie un eșec fără ajutorul regelui. La finalul întâlnirii, Mussolini era convins că regele va fi alături de el, iar Victor Emmanuel era dezamăgit după ce i-a spus în zadar Ducelui că ar trebui să demisioneze. Regele a fost obligat acum să ia în considerare serios „puciul”, deoarece știa că Bastianini încerca să ia legătura cu Aliații, în timp ce Farinacci, liderul fascist, organiza o lovitură de stat prin care regele trebuia detronat, Mussolini îndepărtat de la putere iar Italia urma să fie trecută sub control german direct. Marea decizie a fost luată după ce s-a aflat că Marele Consiliu a aprobat Ordinea de Zi a lui Grandi.
În aceeași zi, la ora 17:30, Grandi s-a dus la Palazzo Venezia, motivul oficial invocat fiind acela de a-i prezenta lui Mussolini o nouă carte despre participarea italiană la comitetul de non-intervenție din Spania. Întâlnirea a fost programată să dureze 15 minute, dar a fost prelungită până la ora 18:45. Șeful poliției și feldmareșalulul  german Kesselring așteptau să fie primiți de Duce. Mai târziu, Mussolini a negat că ar fi vorbit cu Grandi despre OdG, dar este evident că Grandi, care îl prețuia pe Duce, i-a explicat consecințele agendei sale și i-a dat șansa să salveze aparențele și să demisioneze înainte de vot. În acest caz, reuniunea Marelui Consiliu ar fi fost de prisos. Mussolini a ascultat în timp ce Grandi îi explica necesitatea demisiei pentru a evita o catastrofă, dar la final i-a reproșat că concluziile sale sunt greșite, deoarece Germania era pe cale să producă o armă secretă, care avea să schimbe cursul războiului. După aceea, Mussolini s-a întâlnit cu Kesselring și cu șeful poliției, Chierici, căruia i-a mărturisit că i-ar fi fost ușor să-i readucă de parte sa pe Grandi, Bottai⁠(d) și Ciano. Pe 23 iulie, Mussolini a acceptat demisia lui Cini, ceea ce trebuia să fie un semnal pentru adversarii săi.În același timp, Grandi, Federzoni, Federzoni, de Marsico (unul dintre cei mai buni juriști din Italia), Bottai și Ciano au modificat OdG prin eliminarea introducerii interpretative care explica funcțiile Marelui Consiliu. Acest lucru a demonstrat că adunarea avea puterea constituțională de a-l demite pe Mussolini. Potrivit juriștilor specializați în drept constituțional, „Leggi Fascistissime” din decembrie 1925 au modificat Constituția, dar nu au desființat-o. Din cauza acestor legi, Ducele conducea țara în numele regelui, care a rămas întotdeauna sursa puterii executive. În cazul în care Marele Consiliu, care era o trait d'union (linie de unire) între fascism și stat, ar fi votat un vot de neîncredere împotriva dictatorului, regele ar fi avut dreptul să îl demită și să numească un succesor. Ciano a fost pus la curent cu OdG de către Bottai, iar Grandi a fost reticent în să-l considere un aliat, deoarece era ginerele lui Mussolini și era cunoscut pentru caracterul său superficial și inconstant. Cu toate acestea, Ciano a insistat, fără să știe că această decizie îi aduce condamnarea la moarte șase luni mai târziu după procesul de la Verona. După aceea, Grandi l-a pus pe Farinacci să viziteze biroul lui din parlament⁠(d) pentru a-i arăta OdG-ul său. Farinacci i-a spus lui Grandi că a acceptat prima parte a documentului, dar că nu era de acord cu restul: puterile militare trebuiau să fie date germanilor, iar Italia trebuia să înceapă să lupte în război prin eliminarea lui Mussolini și a generalilor. Farinacci i-a cerut o copie a OdG-ului său și, ca și Scorza, a folosit-o pentru a produce propriul său ordin de zi. În timpul rămas înainte de întâlnire, Grandi a contactat alți participanți cerându-le să se alăture acțiunii sale.

## Evenimentele din 24–25 iulie 1943
Marele Consiliu al Fascismului,
reunit în aceste zile de încercare supremă, își îndreaptă în primul rând gândurile către eroicii luptători din toate armele, care, alături de mândrul popor sicilian, în care strălucește cel mai mult credința inegalabilă a poporului italian, reînnoiesc nobilele tradiții de extremă vitejie și spiritul de sacrificiu neînduplecat al glorioaselor noastre forțe armate; după ce a examinat situația internă și internațională, precum și desfășurarea politică și militară a războiului, 
datoria sacră a tuturor italienilor de a apăra cu orice preț unitatea, independența și libertatea patriei, rod al sacrificiilor și eforturilor a patru generații de la Risorgimento până în prezent, precum și viața și viitorul poporului italian; 

datoria sacră a tuturor italienilor de a apăra cu orice preț unitatea, independența și libertatea patriei, roadele sacrificiului și ale eforturilor a patru generații, de la Risorgimento până în prezent, viața și viitorul poporului italian;
necesitatea unității morale și materiale a tuturor italienilor în acest moment grav și decisiv pentru destinul națiunii;
că acest lucru necesită restabilirea imediată a tuturor funcțiilor statului prin atribuirea către Coroană, Marele Consiliu, Guvern, Parlament și Corporații a îndatoririlor și responsabilităților stabilite de legile noastre statutare și constituționale;
îl invită pe șeful Guvernului să îl roage pe Majestatea Sa Regele, către care se îndreaptă cu credință și încredere inimile întregii națiuni, ca, pentru onoarea și salvarea Patriei, să își asume – odată cu preluarea comenzii efective a forțelor armate de uscat, de mare și de aer, conform articolului 5 din Statutul Regatului – acea inițiativă decizională supremă pe care instituțiile noastre i-o atribuie și care a fost întotdeauna, de-a lungul istoriei naționale, moștenirea glorioasă a augustei noastre Case de Savoia. 

### Noaptea Marelui Consiliu
La 24 iulie 1943, la ora 17:00, cei 28 de membri ai Marelui Consiliu s-au reunit în sala papagalilor (anticamera salonului globului, biroul lui Mussolini) din Palazzo Venezia⁠(d). Pentru prima dată în istoria Marelui Consiliu, în palatul renascentist nu au fost prezente nici garda de corp a lui Mussolini, cunoscută sub numele de Moschettieri del Duce⁠(d), și nici un detașament al batalionului "M". Membri ai  Milizia Volontaria per la Sicurezza Nazionale complet înarmați au ocupat curtea, scările și anticamera. Mussolini nu a vrut să fie prezent la întâlnire și un stenograf, așa că a fost întocmit niciun proces-verbal al ședinței. Grandi a adus cu el două grenade de mână, și-a revizuit testamentul și s-a spovedit înainte de întâlnire, deoarece avea impresia că s-ar putea să nu părăsească palatul în viață. Mussolini a început întâlnirea rezumând istoria sa în funcția de comandant suprem, încercând să demonstreze că atribuirea acesteia fusese oferită de Badoglio. El a făcut un rezumat al evenimentelor din lunile precedente, spunând că era gata să mute guvernul în Câmpia Padului. În încheiere, a cerut participanților să-și exprime opinia personală despre ceea ce a numit „il dilema”: alegerea între război și pace. Ducele știa că, în afară de cei trei sau patru oameni care erau împotriva lui, „mlaștina”, cum îi numea pe nehotărâți, putea fi influențată. El spera că îi va putea convinge să voteze pentru agenda lui Scorza, care îi redau regelui doar puterile militare. După introducerea Duceului, a luat cuvântul De Bono⁠(d), urmat de Farinacci și De Vecchi⁠(d).
Grandi a citit și a explicat apoi documentul său, încheindu-și discursul cu citatul lui Mussolini: „Să piară toate facțiunile, pentru ca națiunea să trăiască”. În continuare, Farinacci a explicat că reproșurile sale sunt opuse celor ale lui Grandi. În timp ce Grandi susținea că Mussolini trădase Constituția, adevărata victimă a trădării era fascismul. Farinacci a spus că, pentru a câștiga războiul, era necesar să-i elimine pe democrații și liberalii care încă se mai aflau în partid, precum și pe generali. El dorea să redea regelui comanda supremă a forțelor armate și să unifice direcția de război cu Germania, toate acestea urmând să întărească partidul. La finalul discursului său, a citit agenda propusă, care sintetiza toate aceste puncte. După câteva intervenții minore, Bottai, intelectualul fascist, a ținut un discurs pur politic în apărarea ordinii de zi. A urmat Ciano, care a rezumat istoria alianței cu germanii și a declarat că nu italienii erau trădătorii, ci cei trădați. La ora 23:30, Ducele a anunțat că, din cauza duratei ședinței, unii tovarăși au cerut o amânare pentru ziua următoare. În acest moment, Grandi a cerut un vot asupra agendei sale, spunând că este rușinos să te culci când soldații italieni mor pentru patrie. Niciodată în istoria de 20 de ani a ședințelor Consiliului, nimeni nu a mai cerut un vot. Deoarece fascismul era puternic antiparlamentar, în toate reuniunile anterioare avuseseră loc doar discuții rezumate de Duce. Mussolini a acceptat fără să vrea, iar la miezul nopții ședința a fost suspendată pentru 10 minute. Între timp, Grandi a strâns semnăturile pentru documentul lui.
După alte intervenții pro și contra ordinii de zi, Mussolini le-a spus participanților să reflecteze asupra deciziei lor, deoarece aprobarea OdG a lui Grandi ar însemna sfârșitul fascismului. De asemenea, el a avertizat împotriva iluziei că anglo-americanii ar fi mulțumiți de acest lucru, în timp ce ceea ce doreau cu adevărat era sfârșitul Italiei, care sub conducerea sa devenise prea puternică. A spus că nu era vorba despre el, dar că era sigur că războiul poate fi câștigat. Avea o „cheie” cu care să obțină victoria, pe care nu o putea dezvălui, și nu era dispus să se decapitat de către rege. Dacă regele și-ar reconfirma încrederea în el, consecințele pentru susținătorii OdG-ului lui Grandi ar fi cumplite. La finalul discursului său, mulți dintre gerarchi au fost vizibil bulversați. Grandi a spus că Ducele îi șantaja pe toți, iar dacă trebuia să aleagă între fidelitatea față de el și loialitatea față de patrie, alegerea era clară. În acest moment, Scorza a luat prin surprindere pe toată lumea prezentând propria ordine de zi. Aceasta a propus numirea celor trei miniștri de război și de interne, toți puși sub conducerea lui Mussolini, și concentrarea puterii în mâinile Partidului Fascist.

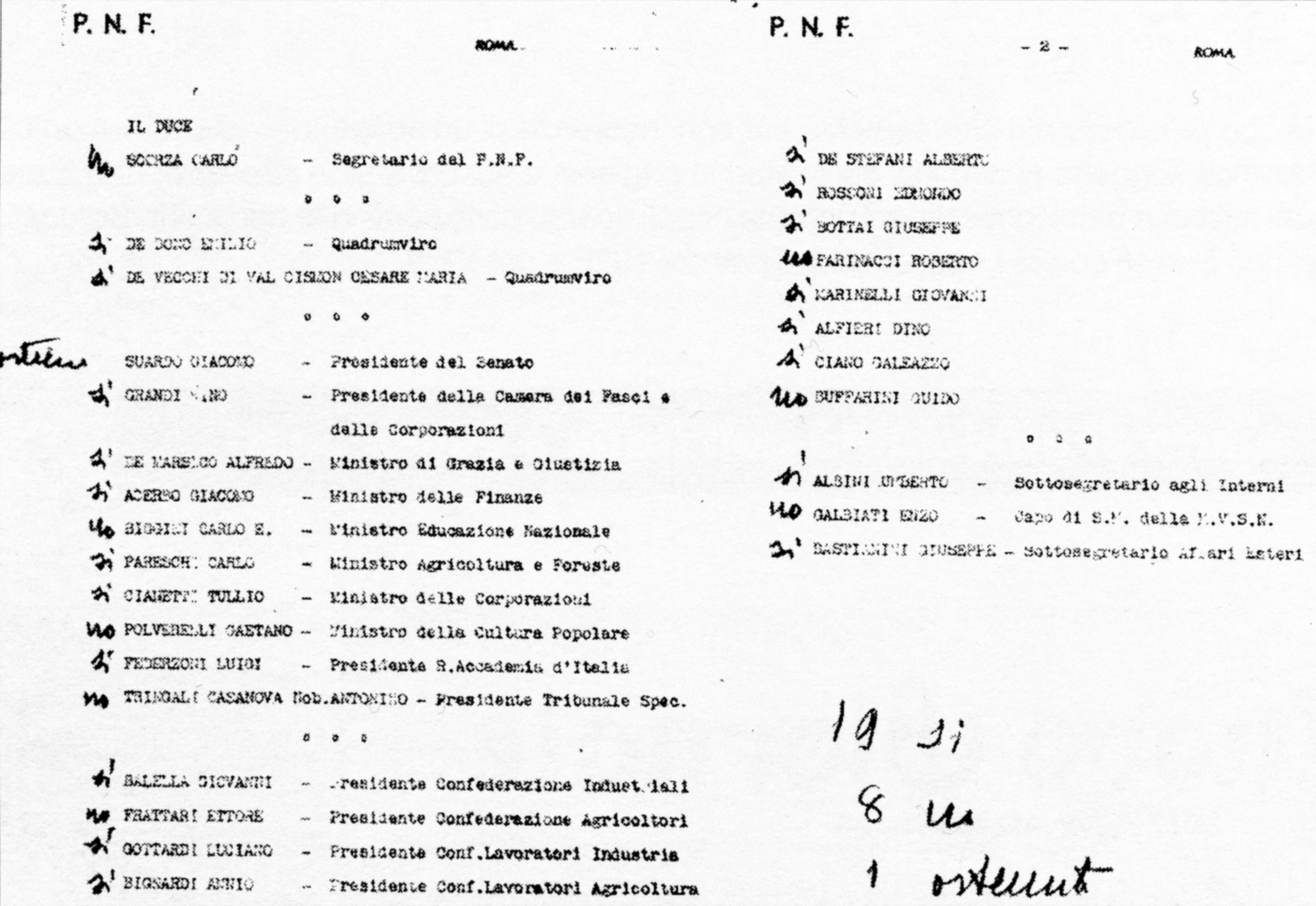
Rezultatul oficial al votului de la Ordine del Giorno a lui Grandi

Discursul său a afectat speranțele Duce de a-l învinge pe Grandi, deoarece partidul era discreditat în rândul aproape tuturor fasciștilor de rang înalt. La finalul intervenției lui Scorza, Suardo⁠(d) a anunțat că își retrage semnătura de pe OdG Grandi și a propus unificarea celor trei documente. Ciano i-a cerut lui Farinacci să își retragă OdG-ul și să-i ceară lui Grandi să unifice cele două documente, dar Farinacci a refuzat. Bottai a spus că votul pentru Grandi a devenit o chestiune de onoare. După alte intervenții și nouă ore de discuții, Mussolini a declarat ședința închisă la ora două dimineața și i-a ordonat lui Scorza să treacă la vot. S-a votat mai întâi OdG Grandi, deoarece avea cei mai mulți susținători. Scorza a fost primul care a votat, spunând „nu”. După el, Mareșalul de Bono a spus „da” și i-a tras după el pe indeciși. În cele din urmă, OdG Grandi a obținut 19 voturi pentru și 8 împotrivă. Mussolini a declarat documentul aprobat și a întrebat cine ar trebui să aducă rezultatul în fața regelui. Grandi a răspuns: „Dumneavoastră”. Ducele a concluzionat: „Tu ai provocat criza regimului”. După aceea, Scorza a încercat să rostească „saluto al duce”, dar Mussolini l-a oprit.
În timp ce toți ceilalți gerarchi au părăsit palatul, Mussolini a rămas cu Scorza ca să discute despre valoarea juridică a OdG. Au ajuns la concluzia că era doar o „recomandare” pentru rege. Scorza i-a sugerat lui Mussolini să accepte OdG Grandi, dar acesta a refuzat, deoarece s-ar fi plasat împotriva aliaților săi din Marele Consiliu. După aceea, înainte de a ajunge la soția sa⁠(d) în Villa Torlonia, Mussolini i-a telefonat amantei sale, Claretta Petacci. În timpul conversației, care era ascultată, i-a spus disperat: „Am ajuns la epilog, la cea mai mare cumpănă din istorie”; „Steaua s-a întunecat”; „Acum totul s-a terminat”. Ulterior, Scorza l-a însoțit pe Duce la Villa Torlonia la ora 3:00 dimineața, duminică 25 iulie 1943.

### Arestarea lui Mussolini

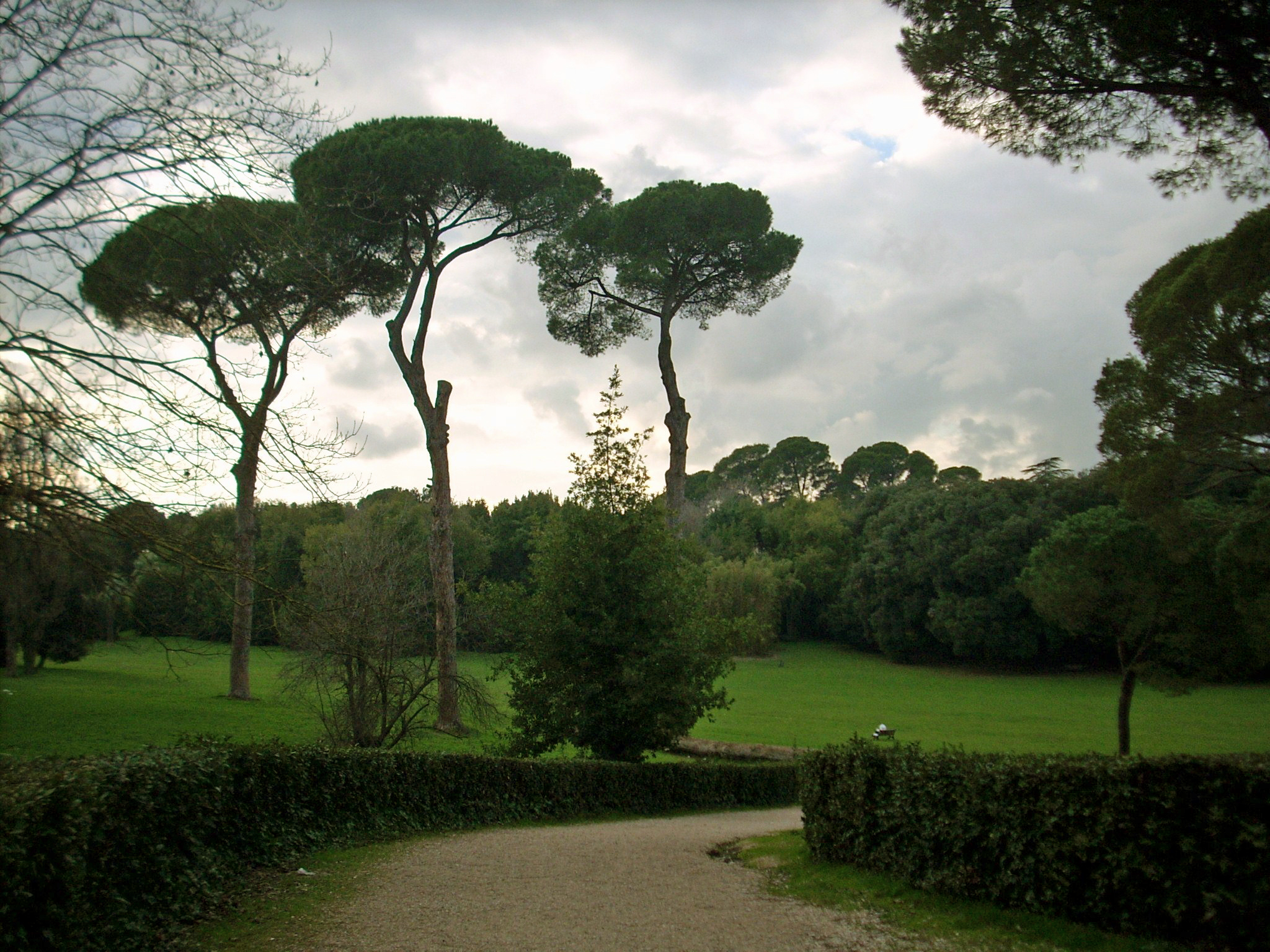
Parcul Villa Savoia (în prezent) din Roma. Mussolini a fost arestat acolo în după-amiaza zilei de 25 iulie 1943

Grandi s-a întâlnit cu Pietro d'Acquarone⁠(d) până la ora 06:00, după ședința Marelui Consiliu, pentru a-i înmâna unul dintre cele două exemplare ale ordinii de zi. La ora 07:00, d'Acquarone l-a informat pe rege. Regele l-a chemat pe Badoglio și i-a spus că el va fi succesorul lui Mussolini. Operațiunea trebuia să înceapă la 29 iulie. Mussolini s-a dus la serviciu și a găsit pe biroul său o scrisoare de la Tullio Cianetti⁠(d), prin care își retrăgea votul pentru OdG Grandi. Mussolini a ordonat căutarea lui Grandi din biroul său de la Montecitorio, dar de aici i s-a răspuns că acesta nu se afla la Roma, cel mai probabil datorită faptului că i se încredințase sarcina să ia legătura cu Aliații pentru pregătirea unui armistițiu. Mussolini a luat legătura cu casa regală ca să solicite o audiență la rege și ca să raporteze despre întâlnirea din noaptea precedentă. Acest apel l-a neliniștit pe rege, care a decis să-l aresteze pe Duce în aceeași zi. Mussolini a fost arestat la ora 17:00 la Villa Savoia⁠(d).
Generalul Castellano l-a contactat pe comandantul general al carabinierilor, generalul Angelo Cerica⁠(d), care a organizat arestarea. Locotenent-colonelul Giovanni Frignani⁠(d) a supravegheat arestarea lui Mussolini din ordinul regelui. Căpitanul Paolo Vigneri de la carabinieri a fost însărcinat cu efectuarea arestării. A fost convocat telefonic împreună cu colegul său, căpitanul Raffaele Aversa⁠(d), în jurul orei 14:00 a zilei de 25 iulie, de către locotenent-colonelul Frignani, care a analizat metoda lor de executare a ordinului de arestare emis împotriva Ducelui. Lui Vigneri i s-a spus să îl aresteze pe Mussolini și să ducă la bun sfârșit misiunea cu orice preț.
Între timp, Mussolini s-a întâlnit cu ambasadorul japonez, Shinrokuro Hidaka, care aștepta de trei săptămâni o audiență de curtoazie. Hidaka l-a auzit pe Mussolini cerându-i ca premierului japonez, generalul Hideki Tojo, să-l contacteze pe Hitler și să-l convingă să ajungă la un acord cu Stalin. În caz contrar, Italia ar fi fost obligată să abandoneze alianța. După-amiază, Mussolini a vizitat cartierul San Lorenzo ca să constate pagubele provocate de bombardament. După ce s-a întors la Vila Torlonia, soția lui, Donna Rachele, i-a spus să nu se ducă la întâlnirea cu regele, deoarece nu trebuia să aibă încredere în Victor Emmanuel. Ea i-a spus: „Nu te vei msi întoarce”, dar Mussolini a replicat că regele este cel mai bun prieten al lui.
La ora 17, Mussolini, escortat de proprii agenți de pază, a ajuns la Vila Savoia unde îl aștepta regele. El a adus o copie a legii Marelui Consiliu, ordinea de zi Grandi și scrisoarea lui Cianetti. Duce a încercat să-l convingă pe Victor Emmanuel că OdG nu are valoare juridică și că mulți dintre susținătorii acesteia s-au răzgândit. Regele i-a răspuns că țara era distrusă, iar situația îl impunea să renunțe la postul de premier. Noul președinte al Consiliului de Miniștri urma să fie mareșalul Badoglio. Mussolini se temea pentru viitorul său, dar regele l-a asigurat că se va ocupa personal de securitatea lui și a familiei sale. Victor Emmanuel l-a însoțit până la ușă, unde a fost întâmpinat pe căpitanul Vigneri. Duce a vrut să se urce mașina lui, dar căpitanul Vigneri i-a propus să meargă la o ambulanță din apropiere, din rațiuni de securitate. Mussolini nu a considerat că este nevoie de astfel de măsuri de siguranță, dar l-a urmat s-a urcat în ambulanță unde îl așteptau polițiștii. Ambulanța a părăsit parcul și a străbătut Roma până când a ajuns la cazarma armatei „Podgora” din Trastevere. Mussolini a fost mutat mai apoi la cazarma carabinierilor „Legnano” din Prati⁠(d). Duce a primit o scrisoare amabilă de la Badoglio în aceeași noapte, explicând necesitatea reținerii sale și întrebându-l unde vrea să fie adus. Mussolini a cerut să meargă la reședința sa de vară, Rocca delle Caminate, din Romagna, și i-a scris lui Badoglio că este dispus să-l ajute pe el și pe guvernul său. Transferul la reședința sa de vară nu era o opțiune, iar două zile mai târziu a fost însoțit la Gaeta, unde corveta Persefone l-a adus pe insula Ponza. A fost transferat pe insula La Maddalena, iar în cele din urmă la Campo Imperatore, unde a rămas până la 12 septembrie 1943 când o unitate de comando germană condusă de Otto Skorzeny  l-a eliberat.
Între timp, toate centralele telefonice au fost blocate. Noul șef al poliției, Senise, care a fost numit la 17:30 de către ducele d’Acquarone, a ordonat questore orașului Roma să aresteze pe toți gerarchi prezenți în capitală. EIAR (Organismul Italian pentru Audiții Radio)⁠(d), legat de sediul Milizia Volontaria per la Sicurezza Nazionale (Cămășile negre), a fost, de asemenea, izolat. Regele a avut prima întâlnire cu Badoglio. La ora 18:00, secretarul Partidului Fascist, Scorza, aștepta să se întâlnească cu Mussolini și văzând că nu vine, s-a dus la sediul carabinierilor. Acolo a fost arestat de Cerica, dar eliberat pe cuvânt după ce a promis că atât el, cât și partidul fascist vor fi fideli noului guvern. O soartă asemănătoare a avut-o și cămășile negre. Șeful de stat major, generalul locotenent Enzo Galbiati⁠(d), l-a sfătuit pe Mussolini să-i aresteze pe cei 19 gerarchi care au votat pentru OdG Grandi, dar Ducele a refuzat. După ce a aflat despre arestarea lui Mussolini, acesta a observat că sediul MVSN din Viale România a fost înconjurat de unități ale armatei. Galbiati a ordonat apoi oamenilor săi să nu provoace incidente. Deși majoritatea ofițerilor săi au vrut să reacționeze, el l-a sunat pe subsecretarul de interne, Umberto Albini, după ce s-a consultat cu patru generali și a declarat că MVSN ar fi „rămas fidel principiilor sale, adică să servească patria prin cei doi reprezentanți, Duce și Rege”. Întrucât războiul împotriva Aliaților continua, datoria fiecărei cămși negre era să continue lupta. Badoglio nu avea de ce să se teamă de cămășii negre. În scurtă vreme, Galbiati a fost înlocuit de Quirino Armellini⁠(d), un general de armată, pentru ca mai apoi să fie arestat. Milizia Volontaria per la Sicurezza Nazionale a fost apoi integrată în Regio Esercito și desființată.

### Anunțul schimbării primului-ministru și reacția publicului italian
| “                          | Atenție. Atenție. Majestatea Sa Regele și Împăratul a acceptat demisia din funcție a șefului guvernului a prim-ministrului și secretarului de stat Excelența Sa il Cavaliere Benito Mussolini și a numit șef de guvern, prim-ministru și secretar de stat pe mareșalul Italiei, Pietro Badoglio. | ” |
| — G. Arista, 25 iulie 1943 | |   |

La 22:45 pe 25 iulie 1943, Titta Arista (poreclit "voce littoria") a anunțat că Mussolini a demisionat și că Badoglio este noul premier. Comunicatul s-a încheiat cu cuvintele: "La guerra continua. L'Italia tiene fede alla parola data" („Războiul continuă. Italia va fi fidelă cuvântului său”). După încheierea transmisiei, populația a înțeles treptat ce se întâmplă. Astfel Paolo Monelli, scriitor și jurnalist, descrie ce s-a întâmplat în capitală:
 Tăcerea nopții de vară este ruptă de cântece, țipete, strigăte. Un grup ieșit de Caffè Aragno , urcă pe Via del Tritone strigând cu o explozie nebună: „Cetățeni, treziți-vă, l-au arestat pe Mussolini, moarte lui Mussolini, jos cu fascismul!”. Suna ca țipătul unui mut care își recapătă vocea după douăzeci de ani. Ferestrele se luminează violent, ușile de la intrare se deschid, casele se golesc, toți sunt afară, îmbrățișându-se, spunându-și veștile, cu acele gesturi simple și exuberante aparținând unor oameni copleșiți de emoție. Capete fierbinți se aruncă asupra celor care poartă încă insigna fascistă, smulgând-o, călcând-o în picioare. „ Gata cu gândacul!” Coloane de oameni merg să-l aclame pe rege la Quirinal și pe Badoglio pe Via XX Settembre.
 În toată Italia, bărbați și femei au ieșit în stradă și au eliminat emblemele fasciste și au îndepărtat afișe de propagandă de pe clădiri. La Roma, guvernul a închis fasciștii de rang înalt în Forte Boccea, închisoarea militară a Romei la acea vreme. Lipsa violenței a fost remarcabilă; răzbunarea poporului s-a limitat în mare parte la smulgerea „gândacului”, insigna fascistă, de pe hainele fasciștilor sau la obligarea lor să toasteze pentru Badoglio.
Fără să tragă niciun foc, Mussolini și partidul fascist, care a dominat Italia în ultimii 21 de ani, au căzut. Așa cum intelectualul italian, Ranuccio Bianchi Bandinelli⁠(d), scria în jurnalul său de atunci: „În spatele fațadei nu era nimic. Primul actor și-a scos capul mare de carton și slujitorii săi idioți puteau fi trimiși acasă cu o palmă”.

## Urmări

### Reacția germanilor
Germanii au primit vești despre arestarea lui Mussolini în jurul orei 19:30 și au informat imediat Berlinul. Führerul s-a înfuriat la aflarea veștii. Farinacci a mers la ambasada Germaniei, unde Kesselring ia sugerat să se alăture Diviziei blindate „M”, un grup de fasciști devotați. Aceștia erau cantonați la Monterotondo, de unde ar fi fost posibil să mărșăluiască spre Roma și să-l elibereze pe Duce. Farinacci a refuzat și a cerut să fie ajutat să ajungă în Germania. A părăsit Italia cu avionul din Frascati și a aterizat la München. Unitățile din Divizia 44 infanterie și ale Brigăzii 36 de vânători de munte a Wehrmachtului au traversat trecătorile Brenner, Reschen și Toblach, ocupând Tirolul de Sud. Alte unități germane au pătruns în Italia de la granițele regiunilor Venezia Giulia⁠(d) și Piemont. Trenurile care transportau trupele erau acoperite de sloganuri care îl lăudau pe Il Duce și de imagini ale lui Mussolini. Din 26 iulie până pe 8 august, opt divizii germane și o brigadă au fost mutate fără acordul italian în nordul și centrul Italiei. Erau aceleași trupe pe care Hitler le-a refuzat lui Mussolini cu două săptămâni înainte la Feltre.

### Cele „patruzeci și șase de zile”, armistițiul și război civil
Cele patruzeci și șase de zile de la arestarea lui Mussolini pe 25 iulie și până la notificarea publică din 8 septembrie a Armistițiului de la Cassibile (semnat la 3 septembrie, ținut secret față de poporul italian și de aliații germani ai Italiei) aveau să determine numeroase acțiuni în Italia. Ultima propoziție din comunicatul din 25 iulie („Războiul continuă. Italia va fi fidelă cuvântului său”), deși i-a încurcat pe aliați, nu l-a înșelat pe Hitler, care imediat a înțeles că schimbarea de regim va duce foarte probabil la o dezertare a Italiei, care ar pune în pericol forțele germane care luptau în sudul Italiei și întreaga prezență a Wehrmacht-ului în sudul Europei. Cu toate acestea, guvernul Badoglio nu a făcut inițial nicio încercare de a stabili contactul cu anglo-americanii, făcând în același timp cereri alternative de ajutor și încercări de obstrucționare a forțelor germane care soseau și solicitări de desfășurare a diviziilor germane în prima linie din sud împotriva Aliaților. Germania a sporit mișcările de trupe în Italia, cu scopul aparent al sprijinirii italienilor împotriva mișcărilor de trupe aliate din sud. Noul ministru de externe, Guariglia, era ambasador în Turcia, mult fiind pierdut în așteptarea întoarcerii lui de la Ankara. Regele, după perioada activă din 25 iulie, a preferat să facă un pas în spate, delegând acțiunea politică lui d'Acquarone și Badoglio.
După ce a lăsat populația să sărbătorească pe 25 iulie, guvernul Badoglio a proclamat starea de asediu și o interdicție de circulație pe timpul nopții începând cu 26 iulie. Pe 27 iulie a avut loc prima ședință a cabinetului de sub conducerea lui Badoglio. În această întâlnire, s-a decis mutarea lui Mussolini („prizonierul statului”) pe o insulă și dizolvarea Partidului Fascist, Marelui Consiliu, Camerei Fascilor și Corporațiilor și Tribunalulului Special pentru Apărarea Statului. De asemenea, a fost interzisă reconstituirea tuturor partidelor politice. În ciuda acestei interdicții, reprezentanții partidelor politice s-au întâlnit pe 26 iulie la Milano și pe 27 iulie la Roma sub conducerea lui Ivanoe Bonomi. S-au întâlnit din nou la Roma pe 2 august. Membri ai creștin-democraților, liberalilor, socialiștilor, liberal-socialiștilor și comuniștilor au început să organizeze o acțiune comună împotriva guvernului. În același timp, mai multe demonstrații împotriva lui Badoglio s-au soldat cu 83 de morți și câteva sute de răniți în toată țara. 
Grandi a încercat să transmită duminică dimineață reprezentanților presei străine o relatare a întâlnirii din 2 august, dar era conștient că aceasta avea să fie blocată.Grandi a înțeles că noul guvern voia să lase să se estompeze contribuția fascistă la căderea lui Mussolini. El i-a convocat pe ambasadorii Spaniei și ai Elveției, care erau dornici să obțină un informații de la sursă, la biroul său din Montecitorio, cerându-le diplomaților doar ca relatarea sa să fie publicat în presă. După publicarea întâlnirii în presa elvețiană a doua zi, Grandi s-a întâlnit cu ducele d'Acquarone, cu care s-a certat. Ulterior, i-a întâlnit pe rege, Badoglio și pe papa Pius al XII-lea, propunându-le să fie trimis în secret la Madrid, unde să-l poată întâlni pe vechiul său prieten Samuel Hoare⁠(d), ambasadorul britanic în Spania. El a vrut să discute la Madrid despre capitularea Italiei. Germanii au fost informați despre vizita lui la papa Pius al XII-lea, iar Gestapo l-a urmărit continuu pe Grandi. La 31 iulie, Grandi s-a întâlnit cu noul ministru de externe, Guariglia, dar Guariglia nu s-a grăbit să-l trimită la Madrid.
Acțiunile contradictorii ale guvernului Badoglio de-a lungul celor patruzeci și șase de zile aveau să aducă catastrofa națională din 8 septembrie (prăbușirea forțelor armate în fața atacului Germaniei naziste, care a ocupat tot centrul și nordul Italia până pr 19 septembrie), lăsarea fără apărare a Romei de pe 9 septembrie fuga familiei regale și a guvernului, eliberarea lui Mussolini din 12 septembrie, înființarea la 23 septembrie a Republicii Sociale Italiene și începutul Războiului Civil Italian.